# Heniochophilus branchialis
Heniochophilus branchialis är en kräftdjursart som först beskrevs av Rangnekar 1953.  Heniochophilus branchialis ingår i släktet Heniochophilus och familjen Caligidae. Inga underarter finns listade i Catalogue of Life.